# Din soldat
Din soldat skrevs av Mattias Andréasson, Viktor Bolander, Albin Johnsén och Kristin Amparo och spelades in av Albin Johnsén och Kristin Amparo 2014 på "Din soldat EP". Den blev en stor framgång, och toppade den svenska singellistan i juli samma år.

## Listplaceringar
| Lista (2014) | Topplacering |
| ------------ | ------------ |
| Sverige      | 1            |

### Fotnoter
1. ↑  ”Absolute music. 76”. Svensk mediedatabas. 26 februari 2014. http://smdb.kb.se/catalog/id/003529315. Läst 13 november 2015.
2. ↑  ”Din soldat”. Svensk mediedatabas. 26 februari 2014. http://smdb.kb.se/catalog/id/003519201. Läst 13 november 2015.
3. ↑  ”Din soldat”. Swedishcharts. 26 februari 2013. http://www.swedishcharts.com/showitem.asp?interpret=Albin+feat%2E+Kristin+Amparo&titel=Din+soldat&cat=s. Läst 13 november 2015.